# Barua Sagar
Barua Sagar (ook gespeld als Baruasagar) is een stad en gemeente in het district Jhansi van de Indiase staat Uttar Pradesh. 

## Demografie
Volgens de Indiase volkstelling van 2001 wonen er 22.075 mensen in Barua Sagar, waarvan 53% mannelijk en 47% vrouwelijk is. De plaats heeft een alfabetiseringsgraad van 54%. 